# Marten Eppens
Marten Eppens (Meeden, 23 juli 1746 – Leeuwarden, 11 mei 1824) was een Nederlands predikant, publicist en theoloog.

## Leven en werk
Ds. Eppens werd in 1746 geboren als zoon van de landbouwer Eppe Martens en van Etje Hindriks. Hij studeerde vanaf 1769 theologie aan de Rijksuniversiteit Groningen. Op achtentwintig augustus 1774 werd hij bevestigd als predikant te Gorredijk. Bijna tien jaren later, op zestien mei 1784, werd Eppens aangesteld als predikant te Leeuwarden. Eppens stond bekend om zijn actuele en eenvoudige prediking.
Eppens trouwde twee keren. Eerst huwde hij te Gorredijk op 13 mei 1779 Margaretha Eppes (1780) en samen hadden ze een kind. Door het overlijden van Eppes in 1780 trouwde hij met Catharina Herfst (1824), dochter van een schepen en vroedsman van Leeuwarden, en samen hadden ze vier kinderen. Hij was verwant aan Anna Eppens (ca. 1587-16xx), die gehuwd was met Johan Pesman (ca. 1585-16xx).

## Publicaties (selectie)
- (1797). Antwoord op den brief der Remonstr. Broederschap aan de Protestanten. Leeuwarden.
- (1798). De groote waarde der Evangelielere. Leeuwarden: C. van Sligh.
- (1801). De voor- en nadelen van het zooveel geruchts makend Oeffeningswerk, onderzocht, getoetst en tot behoorlijke bepalingen gebracht. Leeuwarden.
- (1801). De vrijheid der Godsdienstige Oeffeningen betoogd, benevens een brief raakende de zaak van Jan de Jong, en een naricht wegens Jelle Corwinus. Leeuwarden.
- (1801). Verhandeling over de beste manier, om de christelijke jeugd in de geopenbaarde geloofs- en zeden-leere zoo te onderwijzen, dat zij al vroeg tegen de verleiding der dwaalingen deezer eeuwe gesterkt en beveiligd worde. Leeuwarden: J. Allart.
- (1801). De voor- en nadelen van het zoo veel geruchtsmakend oeffeningswerk, onderzocht, getoetst en tot behoorlijke bepalingen gebracht. Leeuwarden: C. van Sligh.